# Brestovac (miasto Bor)
Brestovac (cyr. Брестовац) – wieś w Serbii, w okręgu borskim, w mieście Bor. W 2011 roku liczyła 2690 mieszkańców.